# پاتریک بورگر
پاتریک بورگر (انگلیسی: Patrik Borger؛ زادهٔ ۱۹ ژانویهٔ ۱۹۷۹) بازیکن فوتبال اهل آلمان است.
از باشگاه‌هایی که در آن بازی کرده‌است می‌توان به باشگاه فوتبال سن پائولی اشاره کرد.